# اریک واربورگ
اریک واربورگ (انگلیسی: Eric M. Warburg; ۱۵ آوریل ۱۹۰۰ – ۹ ژوئیهٔ ۱۹۹۰) کارآفرین، بانکدار و نیکوکار اهل آلمان بود، که در سال ۱۹۶۶ شرکت واربورگ پینکوس را تأسیس کرد.